# 248970 Giannimorandi
248970 Giannimorandi este un asteroid din centura principală de asteroizi.

## Descriere
248970 Giannimorandi este un asteroid din centura principală de asteroizi. A fost descoperit pe 19 ianuarie 2007 la Vallemare Borbona de Vincenzo Silvano Casulli. Asteroidul prezintă o orbită caracterizată de o semiaxă mare de 3,14 ua, o excentricitate de 0,05 și o înclinație de 17,8° în raport cu ecliptica.